# 让姓
让姓，中国姓氏之一，在《姓苑》中有记载。

## 歷史
让氏主要有两个较大的分支，一支可考证的源流是山东省巨野县麒麟镇薛扶集村；另一支源自下文所述湖北武昌的让氏，始祖名讳銮。以上两支据各自家谱记载两支均传十八世左右，另外在各地还有人数较少的难以考证源流的族群分布。